# Entomobryoides myrmecophilus
Entomobryoides myrmecophilus är en urinsektsart som först beskrevs av Reuter 1886.  Entomobryoides myrmecophilus ingår i släktet Entomobryoides, och familjen brokhoppstjärtar. Arten är reproducerande i Sverige.